# L'Homme qui valait des milliards
Ne doit pas être confondu avec L'Homme qui valait trois milliards.
Pour plus de détails, voir Fiche technique et Distribution.
L'Homme qui valait des milliards est un film français réalisé par Michel Boisrond et sorti en 1967.

## Synopsis
Evadés de prison, Sarton et Novak, sont enlevés par deux anciens complices de Novak voulant récupérer de faux dollars fabriqués par les Allemands pendant la guerre...

## Fiche technique
- Réalisation : Michel Boisrond
- Scénario : Michel Boisrond, Michel Lebrun, d'après un roman de Jean Stuart
- Musique : Georges Garvarentz
- Image : Marcel Grignon, Raymond Pierre Lemoigne
- Montage : Claudine Bouché
- Coordinateur des combats et des cascades : Claude Carliez et son équipe
- Date de sortie : 1er septembre 1967

## Distribution
- Frederick Stafford (VF : Jean-Claude Michel) : Jean Sarton
- Raymond Pellegrin : André Novak
- Peter Van Eyck : Muller
- Anny Duperey : Barbara Novak, la fille de Novak
- Sarah Stephane : Monique
- Christian Barbier : Carl
- Jean Franval : Larrieux
- Henri Czarniak : Mario
- Sylvain Lévignac : Georges
- Jacques Dynam : Loulou
- Jess Hahn : Henry
- Henri Lambert : Un maton
- Jean Rupert : Le gardien de la prison
- Claude Melki : Un détenu
- Bernadette Robert : Juliette